# La Tornallaz
La Tornallaz ist ein Aussichtsturm in der Gemeinde Avenches im Kanton Waadt.

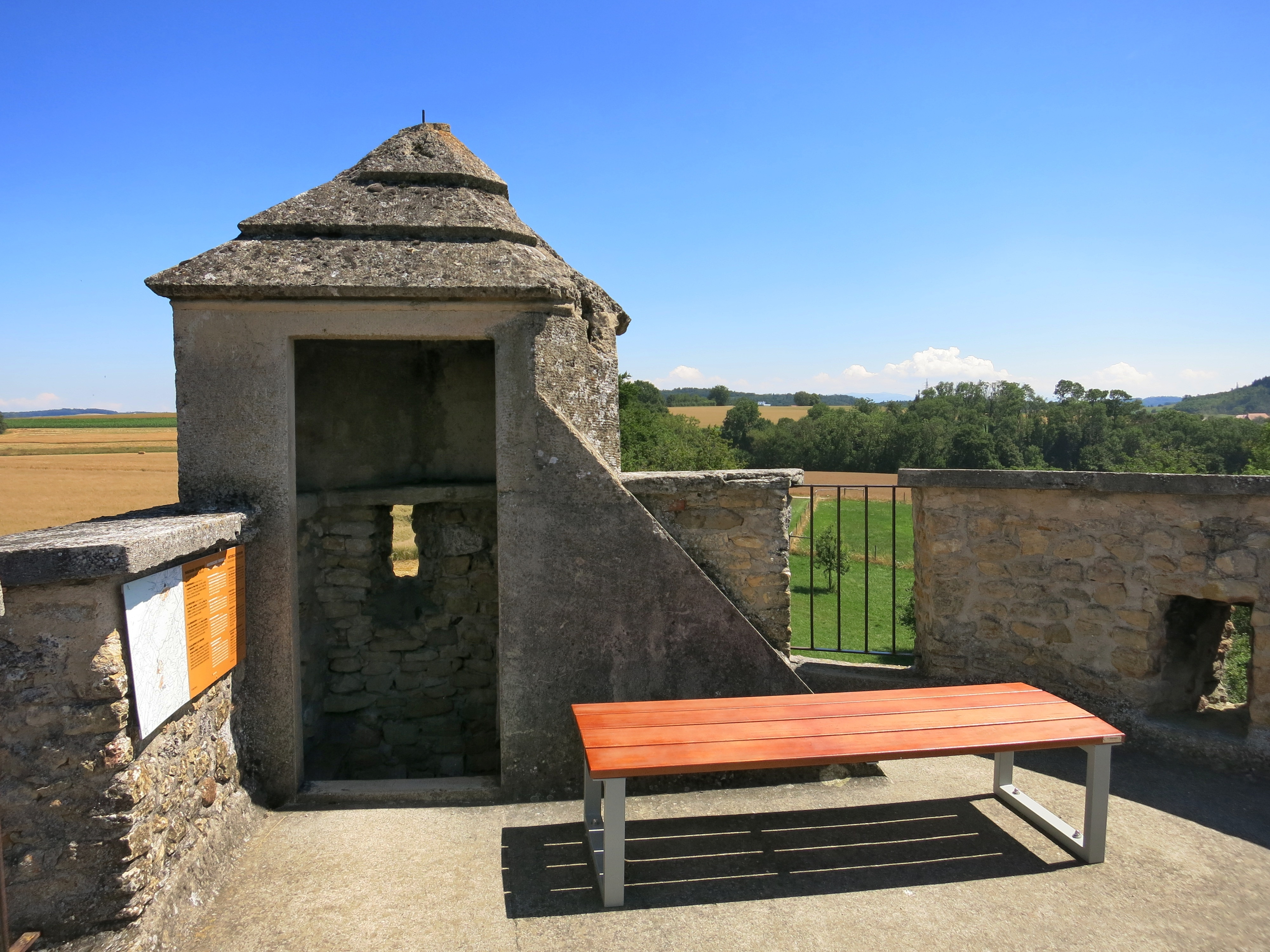
Aussichtsplattform
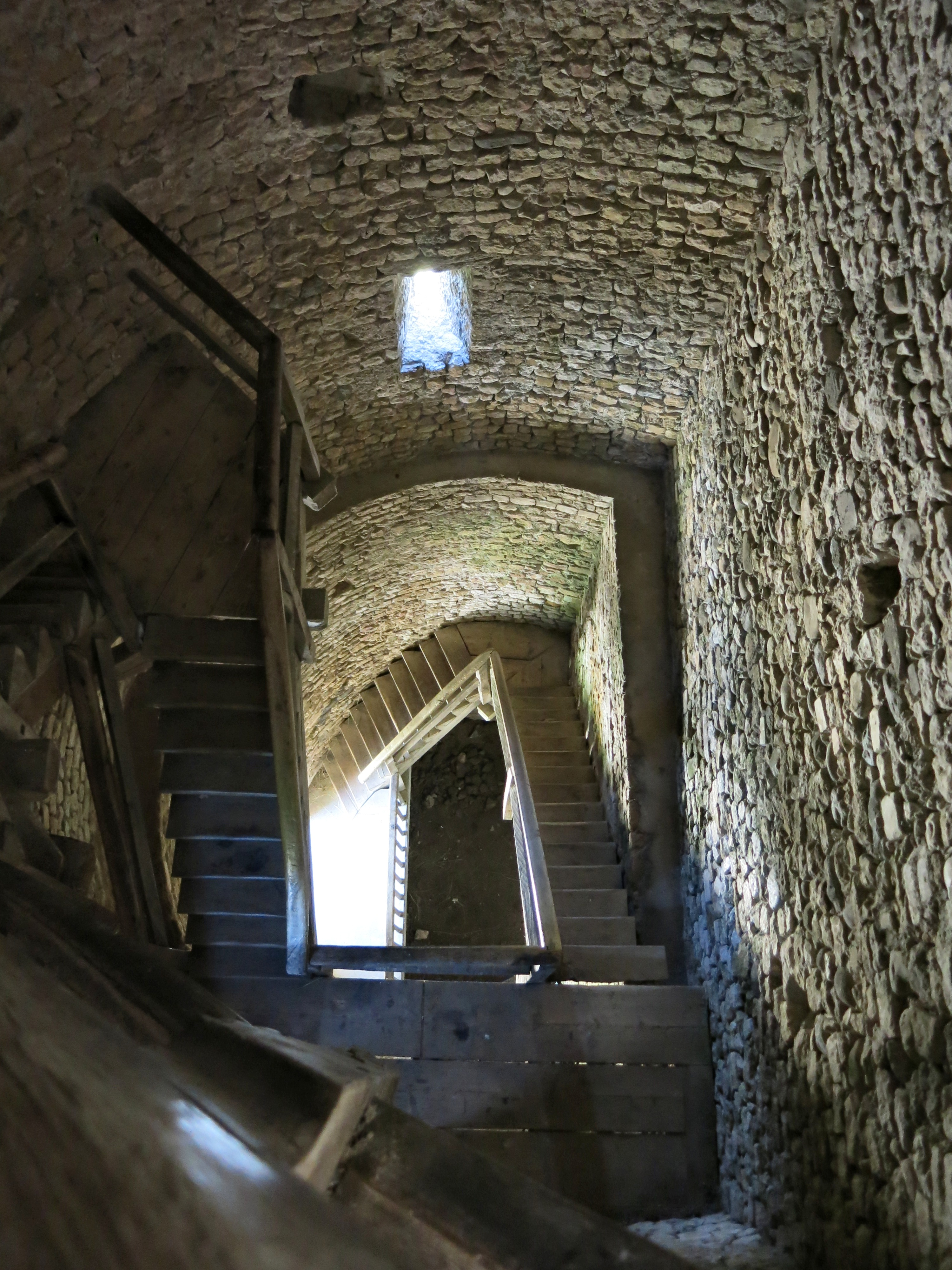
Treppe

## Situation
Der La-Tornallaz-Turm ist ein Bestandteil der ehemaligen Umfassungsmauer der römischen Ortschaft Aventicum.

## Geschichte
Der Turm 2 der Stadtmauer, bekannt unter dem Namen La Tornallaz, ist dank seiner vermutlich bis in das Mittelalter zurückreichenden Nutzung als Wach- und Nachrichtenturm erhalten geblieben und wurde als solcher über lange Zeit in Stand gehalten, mehrfach umgebaut und aufgestockt. Bei Restaurierungsarbeiten zu Beginn des 20. Jahrhunderts erhielt der Turm seine heutige Ausgestaltung mit einer hölzernen Innentreppe, die zur wiederaufbauten angrenzenden Kurtine und zur Aussichtsterrasse auf dem Turm führt.
In der Antike befand sich in der Kurtine ein kreisrunder Raum mit schmalen Fenstern, von dem aus man durch zwei Türen zur Kurtine hinausgelangte.
Der heutige Bau gibt den mittelalterlichen Zustand  wieder: Er ist höher und seine Mauer zur stadtabgewandten Seite hin ist gerade. Über eine bewegliche äussere Leiter gelangte man zum hohen Eingangstor.
Das römische Mauerwerk ist an den vertieften Fugen zu erkennen. Der im Mittelalter und später umgestaltete Teil wurde mit einem deckenden Kalkverputz überzogen, der den in der Region erhaltenen mittelalterlichen Maueranstrich imitiert.